# Birkarlar

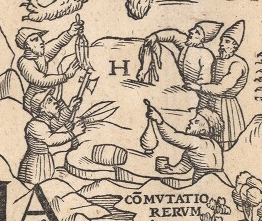
Handel i närheten av Pello avbildat på Carta Marina (1539).

Birkarlar var handelsmän, som åtminstone sedan slutet av 1200-talet och en bit in på 1500-talet, verkade i Torne, Lule och Pite lappmarker. De hade av den svenska regeringsmakten ett erkänt monopol på handeln och skatteuppbörden bland samerna i dessa storsocknar.
Birkarlarna nämns i flera medeltida källor, den första 1328. I Umeå lappmark benämns samerna som "konungslappar", vilka beskattades genom särskilda fogdar. Enskilda birkarlar hade rätt till att ingå en överenskommelse om byteshandel med en motpart, same, och erlade för detta en avgift till kronan, som i gengäld gav dem sitt beskydd gentemot externa konkurrenter. Efter att Gustav Vasa infört direkt beskattning av samerna i alla de svenska lappmarkerna fortsatte birkarlarna sin verksamhet som handelsmän utan gynnad ställning. Man har därefter talat om birkarlar även i övriga lappmarker. 
Birkarlar har i sitt förhållande till samer ofta utmålats i negativa ordalag. Detta har dock kommit att ifrågasättas i senare forskning.
Ordets etymologi är omdiskuterad.

## Historia fram till 1550
Under 1100- och 1200-talen var det antagligen Republiken Novgorod som (i konkurrens med den norske kungen) hade kontroll över skinnhandeln med samerna på Nordkalotten. Detta avspeglas i alla de mynt och andra föremål av östlig härkomst som finns i samiska depåfynd från denna period. Det svenska rikets inflytande sträckte sig inte längre norrut än till Skellefte älvdal. 
I depåfynden finns inga östliga föremål som säkert har daterats till 1300-talet eller senare. Det sammanhänger troligen med att Sverige under detta århundrade lyckades utvidga sin sfär längs hela den västra sidan av Bottenviken och vidare fram till vattendelaren mellan Torne och Kemi älvar. Den svenska handeln i området kom nu att skötas av birkarlar, som fick en gynnad ställning av kronan.
De ursprungliga birkarlarna var verksamma inom just de områden där Sveriges inflytande ökade under 1300-talet – Torne, Lule och Pite lappmarker. Samerna i Ume lappmark och Ångermanna lappmark, som redan tidigare varit under svensk kontroll, var "Konungz Lappa", vilket innebar att de betalade skatt direkt till kungen genom hans fogdar.
Det är oklart om Kemi lappmark hade sina egna birkarlar, eller om det var birkarlar från Torne lappmark som verkade där.

### Tidiga källor
Den första kända omnämnandet av birkarlar finns i den så kallade Tälje stadga från 1328. Denna finns inte bevarad i original utan bara i ett par senare kopior, vilket skapat en grund för diskussioner kring innehållet. Stadgan är avfattad på latin. Dokumentet, som är undertecknat av kung Magnus Erikssons drots Knut Jonsson, omtalar att hälsingar och birkarlar i Södertälje träffat en överenskommelse om att det nordligaste partiet av Hälsingland (det vill säga området kring Bottenviken) utan hinder eller störning skulle få bebyggas. De som slog sig ned i området skulle få skattefrihet tills kungen blev myndig. Man kom också överens om att ingen skulle hindra samerna i deras jakter och inte heller "birkarlaboa" att vistas hos samerna och återvända från dem med sin egendom. Däremot sägs ingenting om att birkarlarna skulle fungera som skatteuppbördsmän. De ord som används för att beteckna dem är dels Birkarlaboa (två gånger), dels Birkala.
Innehållet i Tälje stadga bekräftades 1358 genom ett brev av kung Erik Magnusson, varigenom han stadfäste "alla the Priuilegier, Nåder och Frijheter" som tidigare givits dem som bor "i Norrebotn i Lapmarcken". Kungen förbjöd alla att på något sätt hindra de "Birckerlar, som öckna (öde) skogar i för:de Endar efther sina tarffue och nytto sökia wele".
Birkarlar uppträder därefter i några tingsprotokoll. Vid lagmanstinget i Torneå 1420 fastställdes bland annat att den birkarl som ville ägna sig åt handel med samerna själv måste erlägga minst ett helt ekorrskinn (gråverk) i årlig skatt till kungen. Den som inte kunde betala detta fick överlåta sin rätt på någon annan. Fyra år senare stadfäste lagman Nils Gustafsson (Rossviksätten) vid tinget i Piteå en överenskommelse mellan birkarlar som råkat i tvist med varandra. I dokumentet kallas birkarlarna mestadels för lappefara (lappfarare), men det talas också en gång om allom Bircherlom. Enligt överenskommelsen skulle birkarlarna förbli vid sin "gambla Rett och Stadga", som också specificeras. Av den första punkten i stadgan framgår att birkarlarna hade delat upp samerna mellan sig, så att varje same endast kunde handla med en viss birkarl. Det sägs nämligen att om en lappefara räddade livet på en same genom att förse denne med mat eller redskap som han behövde för livets nödtorft, så skulle han därefter under tre år ha ensamrätt på handel med denne, ohindrat av den rätta ägaren. Därefter skulle samen återgå till den rätta lottinnehavaren. Slutligen stadfästes att ingen fick "riffua eller slitta af the fattiga Lappa" eller kräva mer renskjuts av dem än vad som av ålder varit sed.
Att samerna hörde till olika birkarlar framgår också av ett donationsbrev från 1390, där det talas om "de lappa, som under gården varit haver" – de var ett ägorättsobjekt på samma sätt som jord och fiskevatten. Dessa samer kunde även överlåtas. År 1454 intygade fogden i Norrbotten, Sten Henriksson, nämligen att några samer från Tavastland rätteligen tillhörde birkarlar från Luleå och Piteå (och inte var kungens), eftersom "the them medh rette skiffte fångitt haffua af sine Skifftebröder af Tauesteland".
År 1498 fastslogs i en skrivelse från kung Hans företrädare att birkarlarna i Luleå och Piteå för alltid skulle njuta sin gamla hävd av de samer som bodde vid Västerhavet. Någon närmare beskrivning av denna gamla hävd gjordes dock inte. I en annan skrivelse från samma år sägs uttryckligen att birkarlar ("baerchara") tog upp kungens lappskatt, vid sidan av sin egen handel.
Portugisen Damianus a Goës, som reste runt i Sverige under 1500-talet, räknade birkarlarna till adeln.

### Birkarlarnas stadgeskatt
1528 inställde sig birkarlarna David Larsson och Nils Jönsson hos Gustav Vasa för att redogöra för vilken stadgeskatt (en skatt som utgick med samma belopp varje år) de erlade för rätten att handla med samerna: sammanlagt 16 timmer klockeverk (ekorrskinn) och fyra mårdskinn. Detta var inte mycket: samerna i Ume lappmark, som lydde direkt under kronans fogdar, betalade årligen två timmer mårdskinn, vilka representerade ett betydligt högre värde än ekorrskinn. Kungen fördubblade genast skatten, men tog samtidigt birkarlarna under sitt beskydd och stadfäste deras gamla handelsprivilegier. Han förbjöd fogdar och ämbetsmän att vara dem till hinder på något sätt.
Av fogderäkenskaperna framgår att Luleå och Piteå socknars birkarlar därefter tillsammans betalade 16 timmer klockeverk och fyra mårdskinn, medan Torneås birkarlar ensamma betalade lika mycket. De sistnämnda handlade ju inom hela dåvarande Torne lappmark, ett område som sträckte sig över Finnmarksvidda till Atlantkusten från Tysfjord till Varangerhalvön. Trots att den nya skatten fortfarande var låg blev den gällande i två årtionden framåt.

### Gustav Vasas skattereform
De stora mängder skinn som kronan fick in från Ume lappmark gjorde klart för Gustav Vasa att han kunde få betydligt större intäkter genom att beskatta alla samer direkt i stället för att använda birkarlarna som mellanhänder. År 1548 skedde en övergång till direkt beskattning av samerna i Lule och Pite lappmarker, vilka detta år lämnade över 30 timmer klockeverk till kungens fogde Jöns Håkansson. År 1550 skedde samma reform i Torne lappmark. Efter detta blev birkarlarna helt enkelt handelsmän, utan någon särskilt gynnad ställning gentemot kronan.

Även Kemi lappmark kom vid ungefär samma tid in under kronans fogdar. År 1554 hörde denna lappmark till Torne lappmarks fögderi, men därefter hade den mestadels en egen fogde.

## Historia efter 1550
I och med att kungens fogdar nu skulle ta upp skatt direkt av samerna uppstod konkurrens om varorna med birkarlarna, som fortsatte med sin handel. Under slutet av 1500-talet förekom åtskilliga klagomål på birkarlarnas verksamhet. Exempelvis finns en osignerad notering från 1588 om att birkarlarna i Österbotten köpte upp de bästa skinnen och sålde dem till ryssen. Lappfogden hade förbjudit birkarlarna att dra in till lappmarkerna utan sällskap av fogden, men detta hade ändå skett.
När hertig Karl 1606 lät anlägga kyrkplatser i lappmarkerna innebar det en strikt reglering av lappmarkshandeln. Kyrkplatser blev Lycksele i Ume lappmark, Arvidsjaur i Pite lappmark, Jokkmokk i Lule lappmark samt Enontekis i Torne lappmark. Samerna skulle samlas på dessa platser vid Tomasmäss före jul, senast på julafton, och bli där till kyndelsmäss den 2 februari. Därefter skulle de få "söka sin näring i vildmarken" fram till vårfrudagen, den 25 mars, då de åter skulle komma till kyrkplatserna och förbli där en eller två veckor, beroende på föret. I samband med dessa samlingar skulle det hållas marknad.
Hertig Karl bestämde att birkarlarna inte fick komma till lappmarknaderna samtidigt som kronans fogdar och konkurrera med dem om handeln. Fogdarna skulle bege sig till kyrkplatserna så snart som samerna samlades där, ta upp skatt och köpa in de varor som behövdes för kronans behov. Först därefter fick birkarlarna komma dit för att bedriva sin handel. Eftersom det var samma fogdar som skulle resa runt och ta upp skatt på alla marknadsplatser fastställdes olika datum för birkarlarnas ankomst. Till Lycksele fick birkarlarna från Umeå komma vid trettondagen. Till Arvidsjaur fick birkarlarna från Piteå komma på tjugondedagen. Till Jokkmokk fick birkarlarna från Luleå komma vid Påvelsmäss, den 25 januari. Till Enontekis fick birkarlarna från Torneå komma vid kyndelsmäss, den 2 februari. 
Daniel Thordsson Hjort, som praktiskt förverkligade hertig Karls planer, gjorde också upp en förteckning över de personer som "varit birkarlar av ålder, och brukat deras handel med lapparna på fjället, samt med sjöfinnarna vid Västerhavet". Antalet var i Torne lappmark 22, i Lule lappmark 17, i Pite lappmark 16, i Ume lappmark 11. Dessa antal fastställdes av hertig Karl – fler birkarlar fick det inte bli.
Hertigen stadgade också att birkarlarna två och två skulle bygga bodar på marknadsplatserna. Handel fick bara ske i dessa bodar, och bara under dagtid. Vidare skulle birkarlarna betala tionde av skinn, torrfisk och andra varor som de köpte in. Särskilda edsvurna tullvägare skulle förordnas för att hjälpa lappfogdarna med att ta upp denna tull. Hädanefter skulle birkarlarna inte "vid livsstraff dra kring om Lappmarken, som härtill skett är", utan enbart handla med samerna på angivna tider och platser. Dock fick de fortfarande lov att dra till Västerhavet och handla där, om de så ville.

De ofta nämnda uppgifterna om att birkarlarna tidigare skulle ha fungerat som kungens skatteuppbördsmän härrör från 1600-talets början, alltså från en tid då birkarlarna definitivt inte hade denna funktion. Detta kan sättas i samband med svenska ambitioner att hävda att kronan under lång tid hade haft kontroll över hela det nordliga området.

### Birkarlar som lappfogdar
I och med att kronan började med direkt beskattning av samerna måste man också tillsätta fogdar. Dessa personer måste ha lokalkännedom och kontakter, och till en början hämtades samtliga lappfogdar i de nordligaste lappmarkerna ur birkarlarnas krets. Det gällde Olof Henriksson från Niemis i Torneå socken, som 1554 blev lappfogde över Torne och Kemi lappmarker, Hans Nilsson från Ängesbyn i Luleå socken, som 1553 och 1554 var lappfogde över Lule lappmark, samt Nils Jönsson från Ersnäs i Luleå socken, som 1555 var lappfogde i Pite lappmark. Nils Jönsson blev kvar till och med 1562, då han efterträddes av sin son Jöns Nilsson, som i sin tur var fogde till och med 1571. Därefter kom Olof Nilsson, som möjligen var bror till Jöns och som innehade posten i tio års tid. De relativt långa ämbetstiderna har tolkats som att kungen i allmänhet var nöjd med sina nya fogdar. Professor Armas Luukko har studerat att välkända birkarlar släktar har varit: I Torneå: Alkku, Huki, Kouri, Kyrö, Lavi, Oravainen, Pajainen, Pörhö, Pakkainen, Reikku, Tarsi, Vallo, Vihtakainen och I Kemi: Hirmu, Jukkainen, Poikela, Tasainen, Tapio, Tieksoi, Torvi (Torvinen), Turtoi.

## Birkarlarnas ursprung och ordets etymologi
Från och med 1600-talet finns nedtecknade traditioner om att birkarlarna skulle ha kommit från Birkala (fi. Pirkkala) i det historiska landskapet Satakunda i nuvarande Finland. Sådana uppgifter finns bland annat i Johannes Bureus verk Sumlen och hos Olaus Petri Niurenius, som var kyrkoherde i Umeå 1619–1645. Man kan notera att detta är 300 år efter birkarlarnas uppträdande i källorna, och även efter att birkarlarna förlorat sin gynnade ställning. Idag verkar det inte finnas någon forskare som ser något samband mellan birkarlarna och Birkala socken.
Åtskilliga andra försök har gjorts att förklara varifrån ordet kommer, och åtminstone 20 olika svar har presenterats. Bland de ord som ansetts ha givit upphov till ordet birkarl kan nämnas:

- Pirkkiö, ön vid Torneälvens mynning. Det var Johan Nordlander som menade att denna ö var en gammal handelsplats och att namnet hade ett samband med Birka i Mälaren. Andra forskare har underkänt denna teori av flera skäl, bland annat eftersom öns namn kommer av det finska ordet för nyröjning, perkkiö, och dessutom enligt vegetationshistoriska undersökningar inte kan ha använts som marknadsplats före 1400-talets senare hälft.
- bjur, det vill säga bäver. Detta var Birger Steckzéns teori, som gick ut på att birkarlarna skulle ha börjat som bäverjägare och bäverskinnhandlare. Teorin förutsatte att Tornedalen ursprungligen skulle ha haft en svensk befolkning, vilket inte anses stämma.
- birke, med betydelsen "ett stycke björkträ eller näver". Stefan Söderlind menade att birken användes som skrivmaterial och därmed hade kommit att förknippas med birkarlar.
- birk, innebärande en speciellt organiserad undantagslagstiftning som direkt uppstått genom kungens stadgande. Birkarlarna skulle alltså egentligen vara birk-karlar. Denna teori har framförts av Jouko Vahtola.
- birka, ett ryskt ord med betydelsen karvstock. Sådana användes förr för att hålla räkningen i samband med beskattning. Thomas Wallerström har uppmärksammat denna förklaring, som först framfördes av K.B. Wiklund, och sammankopplat ordet med den teori som redovisas nedan.

Dessutom kan nämnas att birkefogde under 1500-talet var en beteckning för häradshövding i Sverige.

### Kom birkarlarna från Novgorod?
Etnologen Kerstin Kuoljok har gjort en genomgång av ryskspråkig forskning och pekat på möjligheten att birkarlainstitutionen uppkom inom Republiken Novgorod. Novgorodiska kareler hade nämligen samma handels- och skatterelationer med samerna som vad birkarlarna hade. De kunde "äga" byar eller samer, men det innebar inte att de ägde marken eller hade slavar utan att de bland annat hade rätt att ta upp skatt från och handla med befolkningen. Birkarlainstitutionen skulle alltså ursprungligen vara ett medeltida system. Kerstin Kuoljok diskuterar också den norske stormannen Ottar, som på 870-talet berättade för den engelske kung Alfred om hur han handlade med och tog upp skatt från samerna. Hon menar att Ottars relation till samerna kan ha varit av samma slag som birkarlarnas och karelarnas.
Resonemanget har vidareutvecklats av arkeologen Thomas Wallerström, som drar slutsatsen att birkarlarnas handel i så fall representerar en verksamhet som redan förekommit under lång tid när den 1328 för första gången omnämns i en skriftlig källa. Det var måhända just de birkarlar som tjänat under Novgorod som den svenska kungamakten lyckades knyta till sig. 
Det skulle kunna förklara varför de ord som användes för att beteckna olika sorters skinnskatter tycks ha lånats in från öster.